# Kleine Glanzschnecke
Die Kleine Glanzschnecke (Aegopinella pura) ist eine auf dem Land lebende Schneckenart aus der Familie der Glanzschnecken (Oxychilidae).

## Merkmale
Das rechtsgewundene Gehäuse ist niedrig-kegelig mit 3½ bis 4½ mäßig gewölbten Windungen, die langsam und gleichmäßig zunehmen. Die Naht ist sehr flach. Das Gehäuse misst 3,5 bis 5 mm in der Breite und 2,0 bis 2,7 mm in der Höhe. Die Peripherie ist sehr leicht geschultert bis sehr leicht gekielt. Die Endwindung erweitert sich etwas im letzten Viertel zur Mündung hin, fällt aber nicht ab. Die Mündung ist leicht schräg-elliptisch, abgesehen vom Anschnitt durch die voran gehende Windung. Der Mündungsrand ist gerade und zugespitzt. Der Nabel ist weit und liegt etwas exzentrisch; er nimmt etwa ein Viertel der Gehäusebreite ein.
Das Gehäuse ist dünnwandig und durchscheinend und ist farblos bis schwach hornfarben Die Oberfläche weist deutliche Anwachstreifen auf, die sich mit unterbrochenen Spiralstreifen kreuzen (nur mit dem Mikroskop unter 35 bis 40facher Vergrößerung sichtbar). Die Oberfläche glänzt nur schwach.
Der Weichkörper ist hellgrau bis dunkelgrau mit zwei schwarzen Linien an den Seiten, oft mit schwarzen Flecken. Kopf und obere Tentakeln sind dunkelgrau gefärbt. Im männlichen Trakt des Genitalapparates dringt der Samenleiter (Vas deferens) in den vergleichsweise kurzen und dünnen Epiphallus ein, der eine 180°-Schleife bildet. Er ist im distalen Teil leicht verdickt ist und geht mit einer geringen Einschnürung in den dicken und langen Penis über. Der Penis ist in etwa doppelt so lang wie der Epiphallus. Der Penisretraktormuskel setzt am Übergang von dünnen Teil zum leicht verdickten Teil des Epiphallus an, in etwa im Scheitelpunkt der Epiphallus-Schleife. Im weiblichen Trakt ist der freie Eileiter mäßig lang, der Stiel der Spermathek ist recht kurz. Die Blase erreicht den Eisamenleiters.

## Ähnliche Arten
Die Kleine Glanzschnecke ist im Adultstadium deutlich kleiner als die anderen Aegopinella-Arten. Sie ist enger gewickelt und kann so von Jungtieren anderer Aegopinella-Arten unterschieden werden (auch durch die bei gleicher Größe mehr Windungen). Sie besitzt zudem eine deutliche Spiralstreifung.

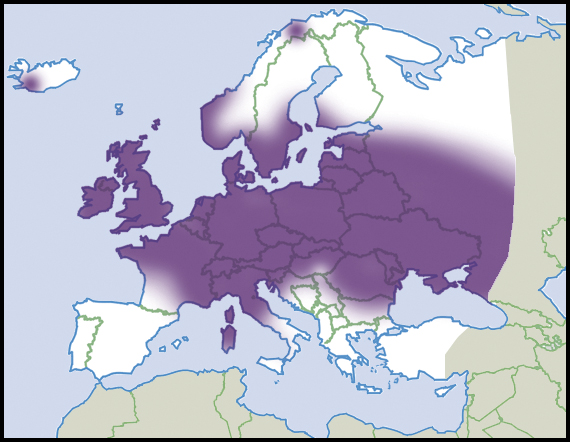
Verbreitung der Art in Europa (nach Welter-Schultes, 2012)

## Geographische Verbreitung und Lebensraum
Das Verbreitungsgebiet erstreckt sich von den Britischen Inseln und Frankreich, über Mitteleuropa, Norditalien und Südskandinavien bis nach Osteuropa, den Kaukasus und den Nordiran. Sie wurde wahrscheinlich anthropogen nach Island und in Küstengebiete von Nordnorwegen verschleppt. Sie kommt auch auf Korsika und Sardinien vor, während sie auf anderen Mittelmeerinseln fehlt.
Die Art lebt in der Bodenstreu und Humusschicht, aber auch unter Totholz, von mäßig feuchten Habitaten, in Laubwäldern, Gebüschreihen und Feldgehölzen, hauptsächlich auf kalkhaltigen Böden. Im Gebirge ist sie auch in den Grasbändern von Felswänden zu finden. In der Schweiz steigt sie bis auf 2.300 m über Meereshöhe an, in Bulgarien sogar bis auf 2.400 m.

## Lebensweise
Die Fortpflanzung findet im Frühjahr statt. Die Individuen sterben nach der Eiablage ab. Die Geschlechtsreife wird nach zwei Jahren erreicht.

## Taxonomie
Das Taxon wurde 1830 von Joshua Alder als Helix pura aufgestellt. Es ist die Typusart der Gattung Aegopinella Lindholm, 1927, die allgemein anerkannt ist.

## Gefährdung
Die Art ist in Deutschland nicht gefährdet.